# Гагаузы в Молдове

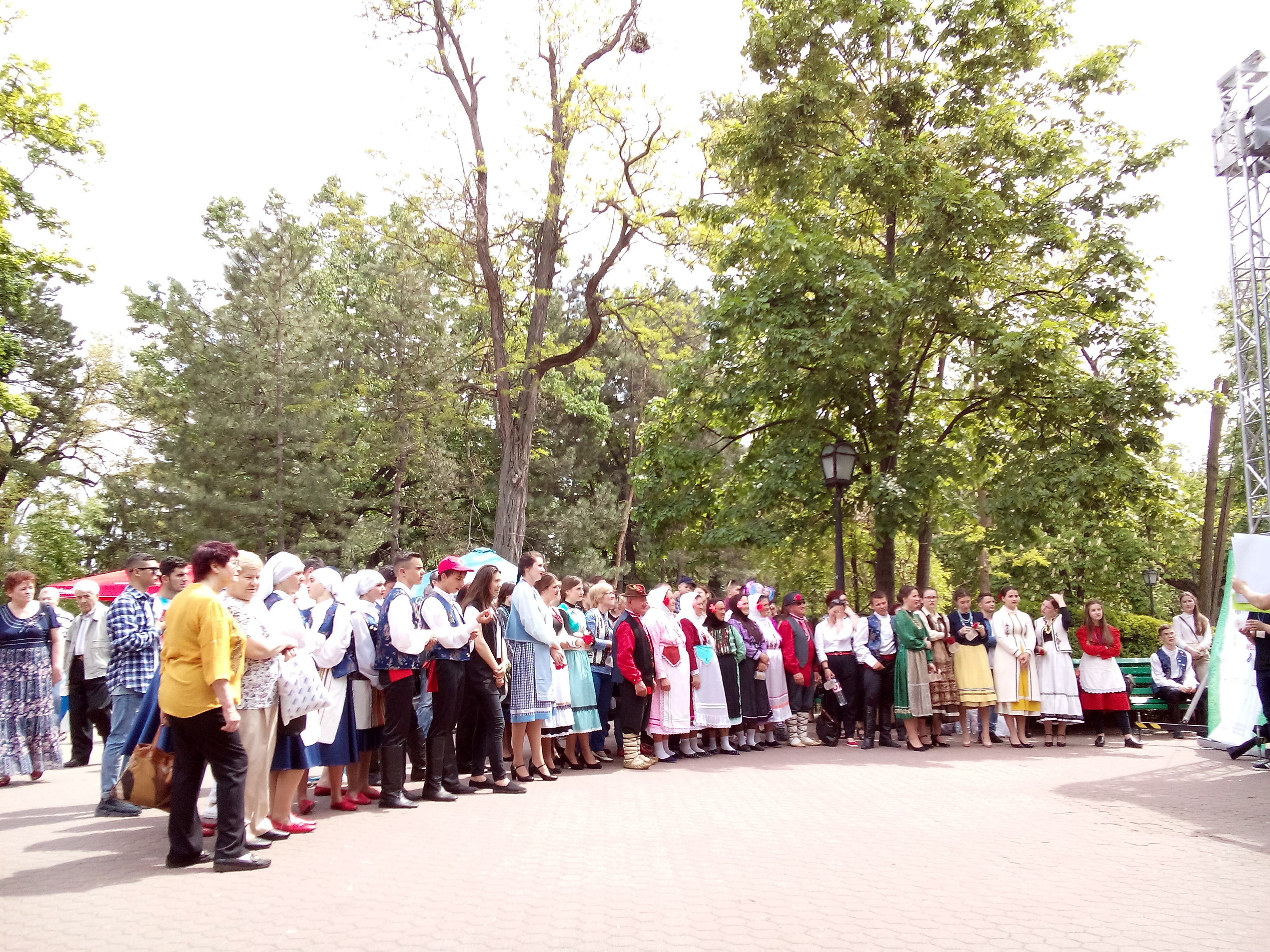
Гагаузы празднуют Хедерлез в Кишинёве

Гагаузы (гаг. Gagauzlar, рум. Găgăuzii din Republica Moldova) являются одним из крупнейших национальных меньшинств Молдавии. Несмотря на относительно позднее заселение Буджака в рамках российской колонизации Бессарабии, именно на территории будущей республики Молдавии гагаузы укоренились наиболее прочно. Расселены по территории страны неравномерно. Тяготеют к южным регионам и составляют большинство населения в границаx АТО Гагаузия. Гагаузы Молдовы ведут преимущественно сельский образ жизни.

## Расселение и концентрация
Их доля и место в национальном составе страны имеют тенденцию к постепенному повышению. Постепенно повышается доля гагаузов (при падении абсолютной численности) в самой Гагаузии (83,8 %), а также в соседнем Тараклийском районе (9,0 %), населённом преимущественно болгарами, с которыми гагаузы имеют давние этнокультурные связи. В Бессарабском районе доля гагаузов также выше средней по стране (7,4 %), но здесь она постепенно сокращается. Также выделяется Кагульский район, где гагаузы составляют 2,7 % населения. В остальных регионах их насчитывается менее 1 %. Внутри Молдовы миграционная активность гагаузов невелика: большинство эмигрантов если и покидает свои населённые пункты, то направляется в РФ.

## Этноязыковые процессы
Ввиду высокой концентрации в пределах своей автономии и приграничных с ней районах  Украины современные гагаузы редко вступают в межнациональные браки, а потому сохраняют высокую степень этнической стойкости. Однако в недавнем прошлом ситуация была несколько иной. К примеру, в начале XX века соотношение гагаузов и болгар в населении Комрата составляло примерно 2:1. Однако в результате ассимиляционных процессов и более высокой рождаемости гагаузов к концу ХХ на 14 гагаузов приходился лишь 1 болгарин. Этническое равновесие между этими двумя народами сохранилось только в тех сёлах, где гагаузов и болгар изначально поселилось примерно поровну. B местах исхода (болгарское Лудогорие) оставшиеся гагаузы преимущественно вошли в состав болгарского народа. При этом из практических соображений гагаузы Молдовы, как правило, многоязычны и в обиходе пользуются как гагаузским, так и русским языками. Многие владеют и румынским.

## Галерея фотографий

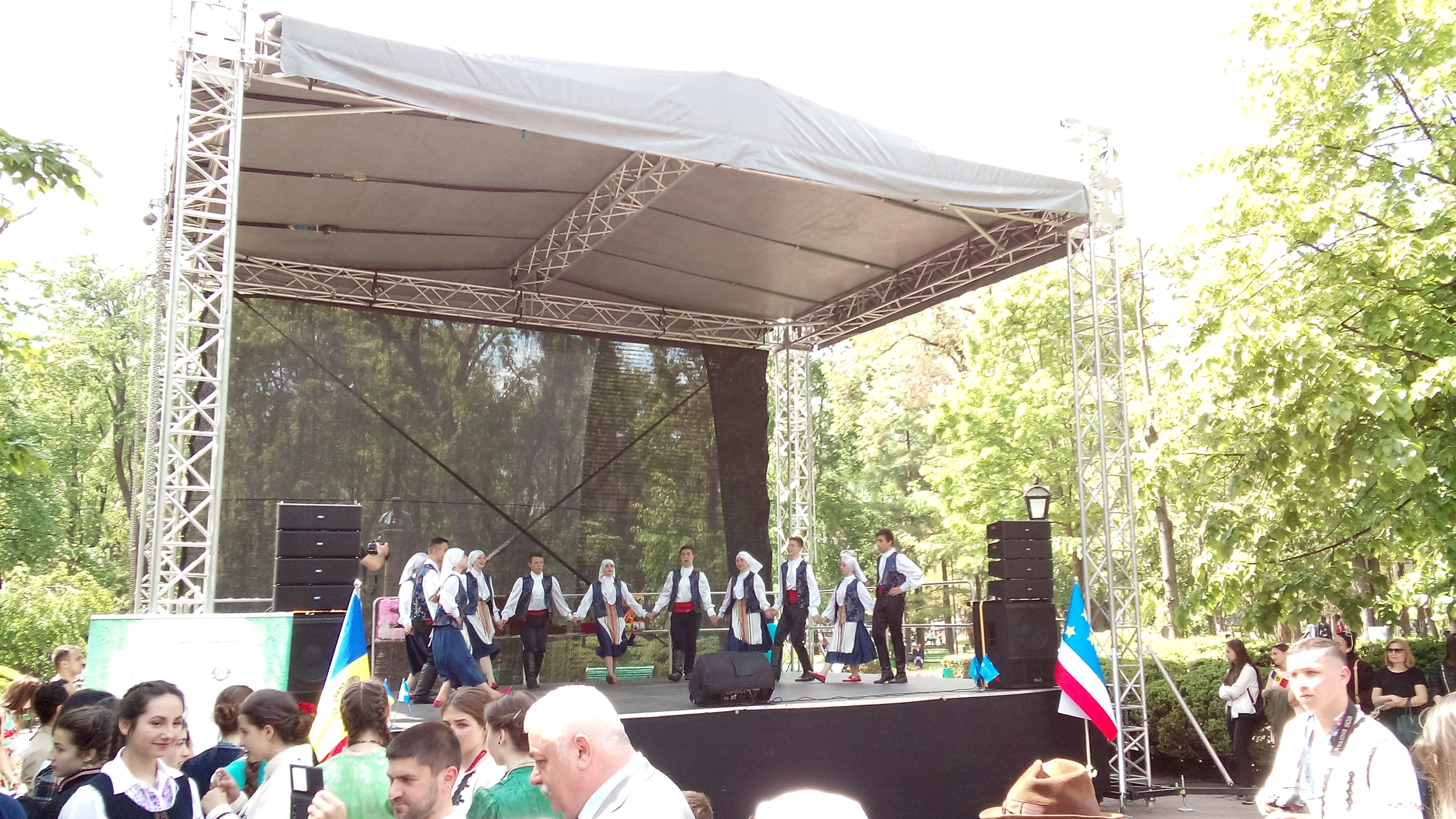
Народный танец
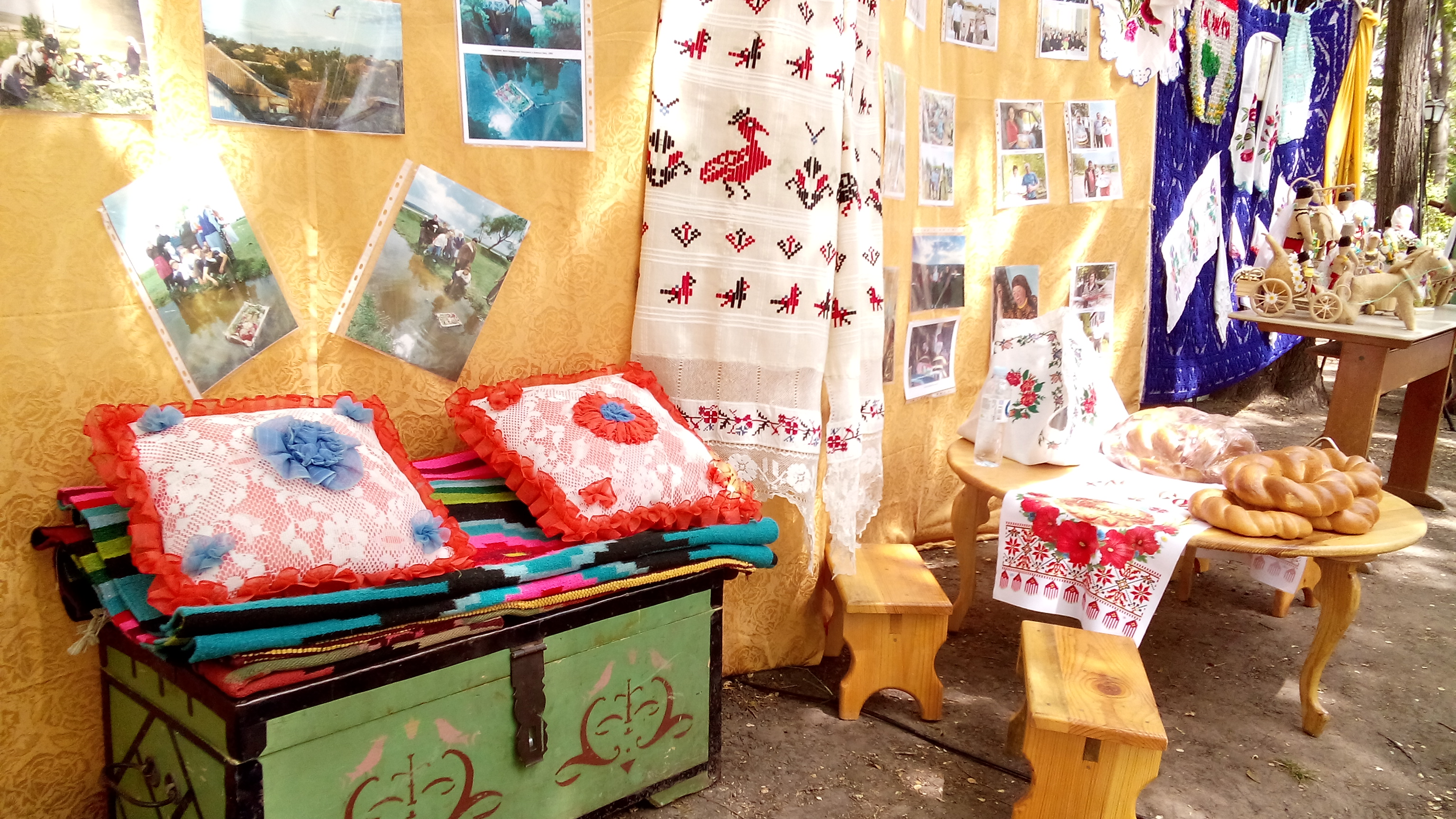
Гагаузские ремесла
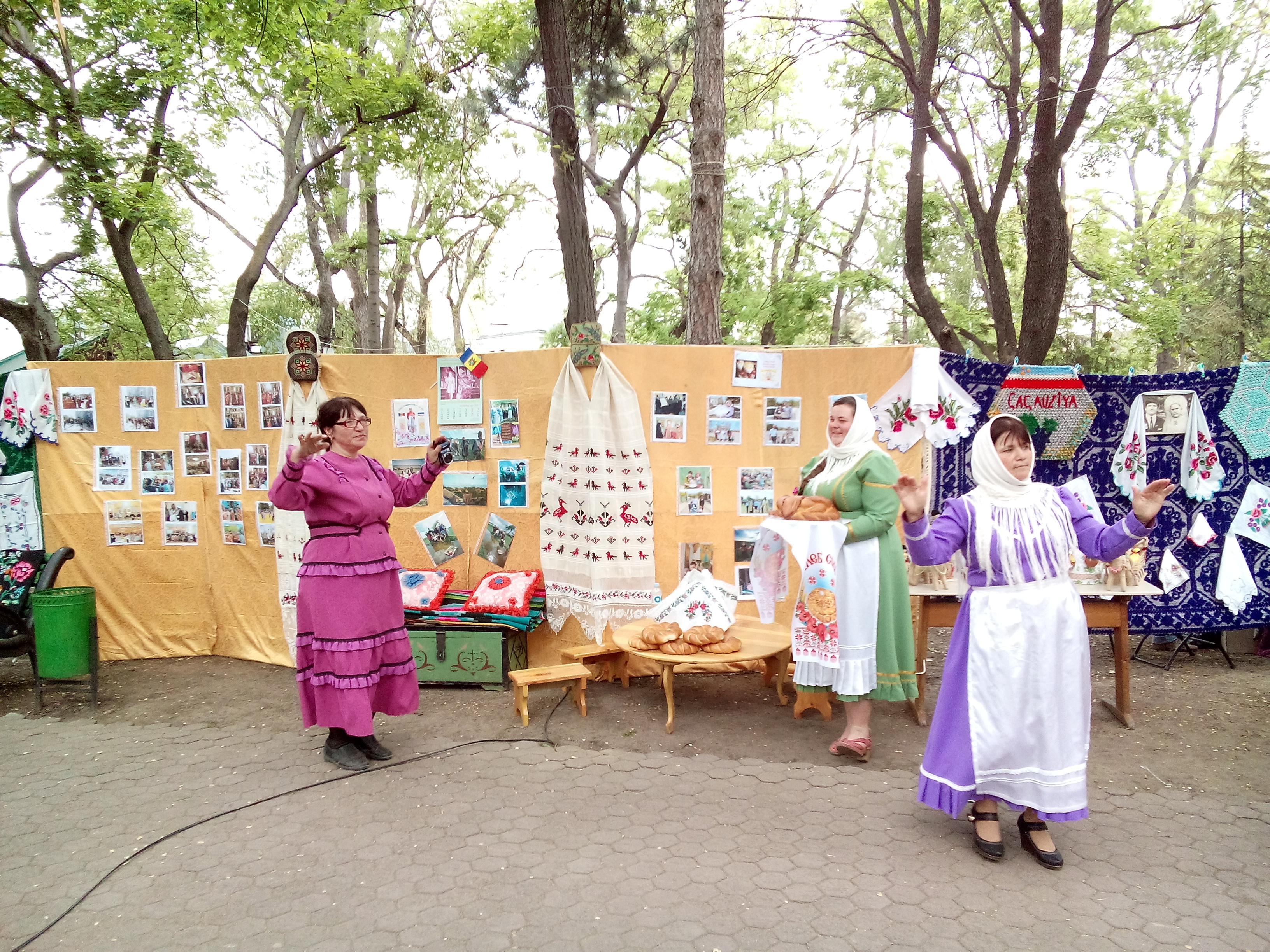
Танцующие гагаузские женщины
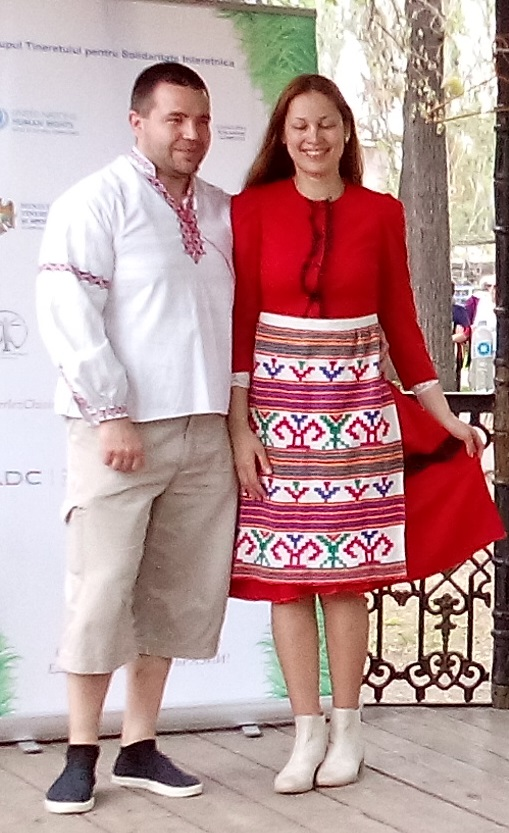
Народные костюмы